# ساعد مشکی
ساعد مشکی (متولد سال ۱۳۴۲) طراح گرافیک، مدیر هنری و ناشر ایرانی است.
فعالیت‌های او بر طراحی گرافیک از جمله طراحی هویت سازمانی، پوستر، کتاب و به‌خصوص گرافیک نشر متمرکز است. او معلمی و کار هنری را با هم در ۲۴ سالگی آغاز کرد و دانش‌آموخته رشته طراحی گرافیک از دانشکده هنرهای زیبای دانشگاه تهران است.
ساعد مشکی عضو انجمن صنفی طراحان گرافیک ایران؛ انجمن بین‌المللی طراحان گرافیک؛ صاحب‌امتیاز و مدیرمسئول نشریه طراحی گرافیک نشان؛ و مدیرمسئول نشر مشکی است.
در سال ۱۳۸۱ او به‌همراه چهار تن از هم نسلانش (رضا عابدینی، بیژن صیفوری، مجید عباسی و علی‌رضا مصطفی‌زاده) گروه رنگ پنجم را به قصد ارتباط میان طراحی گرافیک ایران و جهان راه‌اندازی کرده و نمایشگاه‌های متعددی را در داخل و خارج کشور برگزار کرده‌اند.
آثارش در نمایشگاه‌ها، کتاب‌ها و روزنامه‌های متعددی معرفی شده و جوایزی را برای او به همراه داشته‌اند. از جمله: جایزه دوم طراحی روی جلد و جایزه ویژه خلاقیت از دوسالانه ششم طراحی گرافیک ایران، ۱۳۷۸؛ جایزه اول طراحی روی جلد از دوسالانه هفتم طراحی گرافیک ایران، ۱۳۸۰؛ جایزه مروارید طراحی جمهوری چک، ۱۳۸۱؛ جایزه اول طراحی روی جلد از نخستین دوسالانه طراحی روی جلد تهران، ۱۳۸۲؛ جایزه ویژه آیکوگرادا از دوسالانه ورشو، ۱۳۸۸؛ و جایزه دوم روی جلد و ویژه هیئت داوران از دوسالانه جهان اسلام، ۱۳۸۸.